# Montagu Bertie (6e comte d'Abingdon)
Pour les articles homonymes, voir Montagu Bertie et Bertie.
Montagu Bertie, 6e comte d'Abingdon (19 juin 1808 - 8 février 1884) est un pair et homme politique britannique. Il est titré Lord Norreys de sa naissance jusqu'à 1854.

## Jeunesse

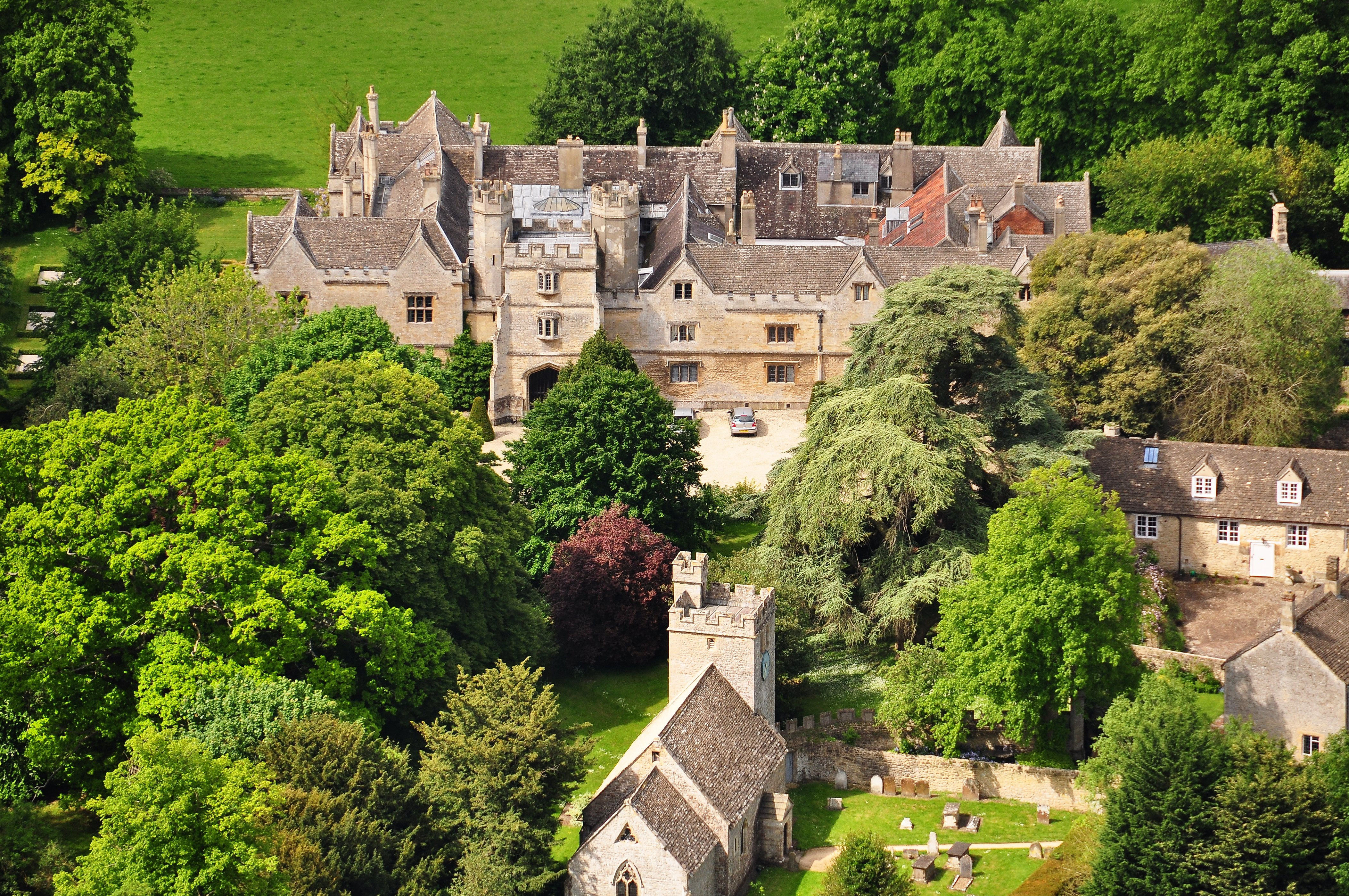
Abbaye de Wytham

Né à Dover Street, il est le fils aîné de Montagu Bertie (5e comte d'Abingdon) et de sa première épouse Emily Gage, cinquième fille du général Thomas Gage. Bertie fait ses études au Collège d'Eton et Trinity College, Cambridge, où il obtient un Master of Arts en 1829. Le 11 juin 1834, il obtient un doctorat en droit civil de l'Université d'Oxford.

## Carrière
Norreys est nommé lieutenant dans le 1er régiment de cavalerie d'Oxfordshire Yeomanry le 9 juillet 1827. Il est promu capitaine le 26 décembre 1830 et major le 14 avril 1847. Il démissionne de sa commission en mai 1855.
En 1830, il devient député d'Oxfordshire et occupe le siège pendant près d'un an. Il est nommé lieutenant adjoint du comté le 26 mars 1831. En 1832, la représentation de la circonscription est portée à trois députés et Bertie est réélu cette année-là pour compléter ses successeurs. Il est ensuite élu député d'Abingdon en 1852 et après avoir hérité du titre de son père, quitte la Chambre des communes britannique. Deux ans plus tard, il devient Lord-lieutenant du Berkshire.
En 1876, il vend le manoir de Dorchester à John Christopher Willoughby, 5e baronnet.

## Famille
Le 7 janvier 1835, il épouse Elizabeth Harcourt, la fille unique de son collègue député George Granville Harcourt à Nuneham Courtenay. Ils vivent à l'abbaye de Wytham dans le Berkshire (maintenant Oxfordshire) et ont neuf enfants: 
- Montagu Bertie (7e comte d'Abingdon) (1836–1928)
- Elizabeth Emily Bertie (1838 - 4 mai 1923)
- Lavinia Louisa Bertie (1843-5 juillet 1928), épouse Robert Bickersteth le 16 janvier 1883
- Francis Bertie (1er vicomte Bertie de Thame) (1844-1919)
- Alberic Edward Bertie (14 novembre 1846-20 mars 1928), épouse Caroline McDonnell, fille de Mark McDonnell, 5e comte d'Antrim, le 27 avril 1881
- Frances Evelyn Bertie (1848-29 août 1929), religieuse
- George Aubrey Vere Bertie (2 mai 1850-8 novembre 1926), épouse Harriet Farquhar, fille de Walter Farquhar, 3e baronnet, le 13 octobre 1885
- Charles Claude Bertie (31 août 1851-4 septembre 1920), épouse Adelaide Burroughs
- Reginald Henry Bertie (26 mai 1856-15 juin 1950), épouse Amy Courtenay, fille de Henry Courtenay, Lord Courtenay

Lord Abingdon est mort à Mayfair, Londres en 1884 et est remplacé dans ses titres par son fils aîné, Montagu. Il laisse une partie de ses domaines d'Oxfordshire (les manoirs de Thame, North Weston, Beckley et Horton-cum-Studley) à son deuxième fils Francis,.